# Região Metropolitana de Cascavel
A Região Metropolitana de Cascavel compreende 23 municípios da Mesorregião Oeste do estado brasileiro do Paraná, que se encontram em processo de conurbação.
Conhecida como a "Capital Do Oeste Paranaense",  
Cascavel é o município sede.

## Dados históricos
Aprovada pela Assembleia Legislativa do Paraná em 16 de dezembro de 2014, pelo projeto de lei 402/2012 e sancionada pelo governador Beto Richa em 14 de janeiro de 2015, atendendo assim uma antiga reivindicação local.

## Aspectos gerais

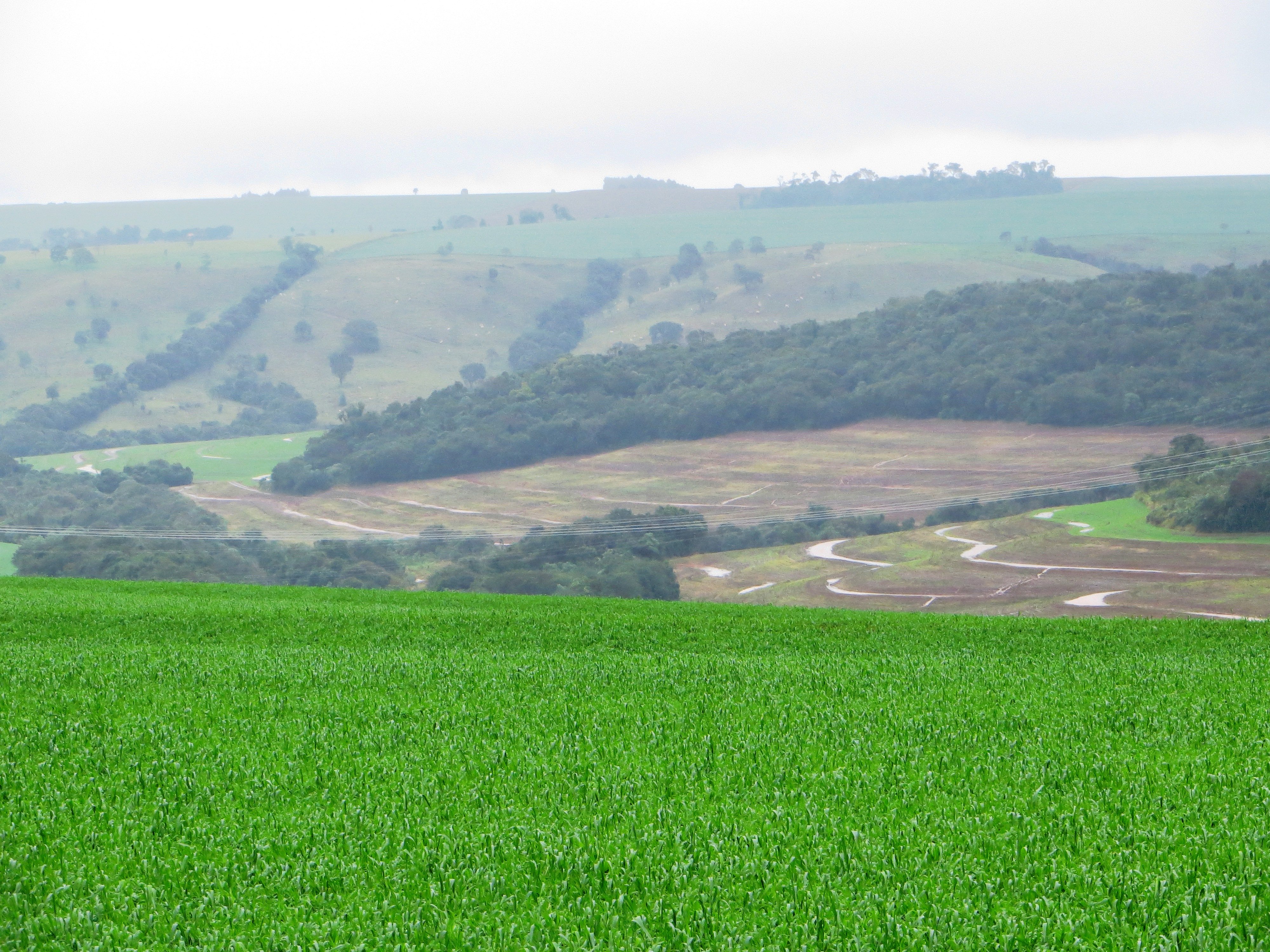
Plantação em Céu Azul

Segundo o censo do IBGE, a população da região metropolitana é de 552 092 habitantes.
De uma colonização recente, os componentes da Região Metropolitana de Cascavel nasceram da exploração da madeira, principalmente da araucária, abundante no período, o que trouxe migrantes de todo o Brasil, notadamente dos estados de Santa Catarina e Rio Grande do Sul.
Os municípios mais antigos foram emancipados em 14 de novembro de 1951 (73 anos) e os mais novos em 1 de janeiro de 1993 (32 anos).
A partir da década de 1970, o aproveitamento das terras férteis fez prosperar a agricultura e a pecuária, que baseiam a economia regional até os dias atuais.
Em sua área está parte do Parque Nacional do Iguaçu, primeira reserva florestal nacional, localizado em vários municípios paranaenses e conhecido mundialmente pelas Cataratas do Iguaçu.

## Economia

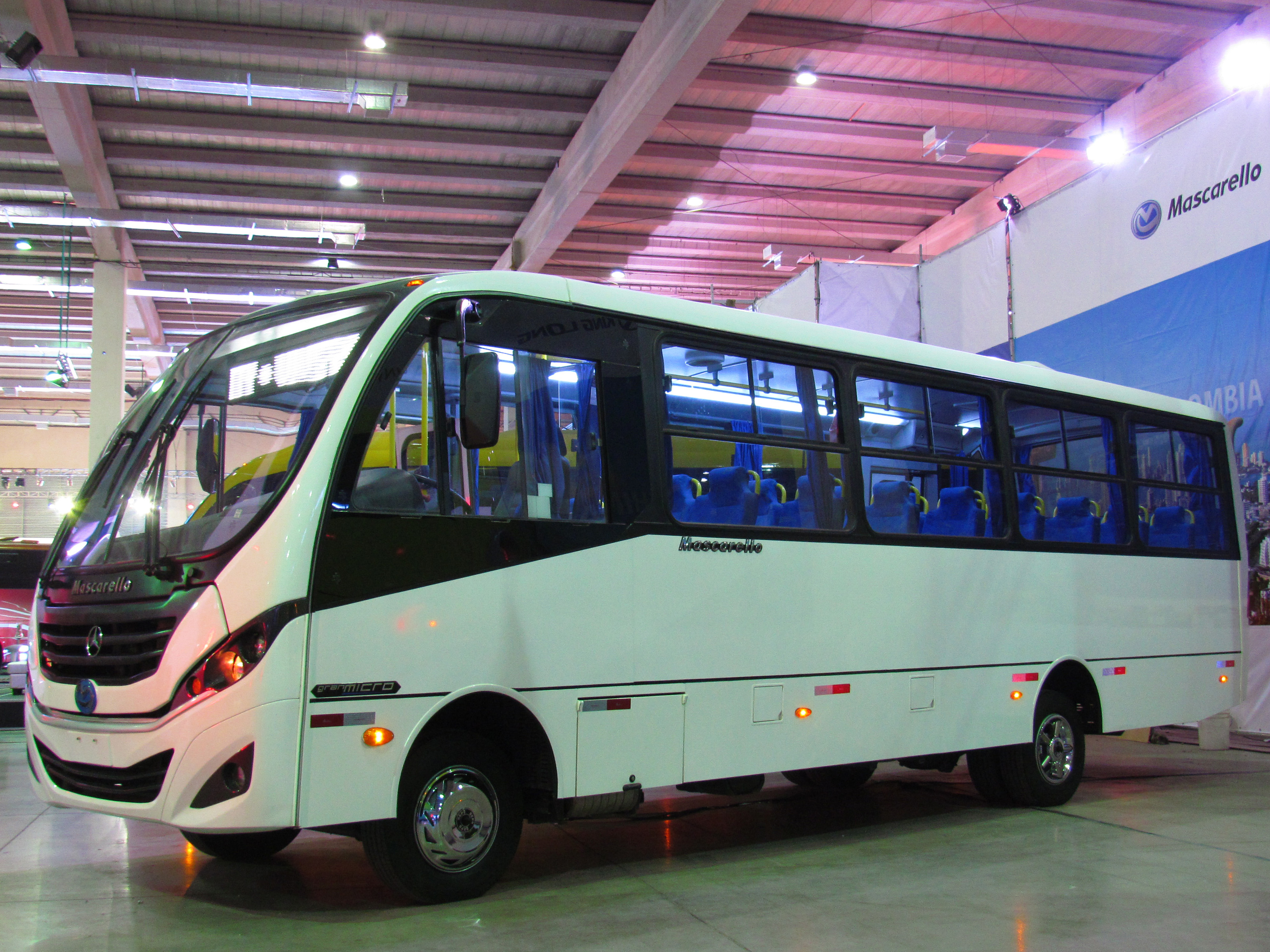
Indústria de ônibus em Cascavel

Com um PIB de 9,45 bilhões, a economia regional é baseada no agronegócio, comércio e prestação de serviços. Sede de várias cooperativas agroindustriais e indústrias do ramo alimentício, a Região Metropolitana de Cascavel vêm experimentando um rápido crescimento em outros setores, como a metalurgia e a confecção.
Destaca-se que em 2014 Cascavel ficou em 68° lugar entre os municípios brasileiros (6° do Paraná) no IFDM - Índice Firjan de Desenvolvimento Municipal - estudo do Sistema FIRJAN que acompanha anualmente o desenvolvimento socioeconômico de todos os mais de 5 mil municípios brasileiros em três áreas de atuação: Emprego e renda, Educação e Saúde, criado em 2008 e baseado em estatísticas públicas oficiais dos ministérios do Trabalho, Educação e Saúde.

## Estrutura

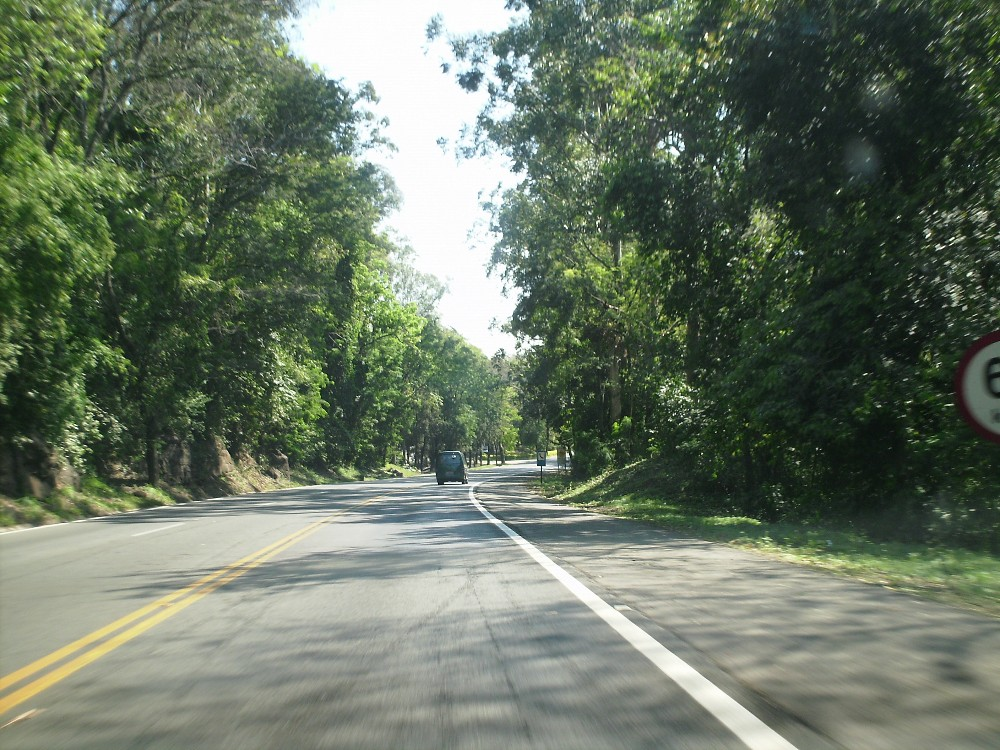
Rodovia das Cataratas (BR 277) em Matelândia

### Transporte Rodoviário
| Rodovia | Tipo     | Início                     | Fim                      |
| ------- | -------- | -------------------------- | ------------------------ |
| BR 277  | Federal  | Paranaguá                  | Foz do Iguaçu            |
| BR 467  | Federal  | Cascavel                   | Toledo                   |
| BR 369  | Federal  | Oliveira (MG)              | Cascavel                 |
| BR 163  | Federal  | Santarém                   | Tenente Portela          |
| PR 180  | Estadual | Euclides da Cunha Paulista | Campo Erê                |
| PR 182  | Estadual | Rosana                     | Palma Sola               |
| PR 590  | Estadual | BR 277                     | Ramilândia               |
| PR 488  | Estadual | Vera Cruz do Oeste         | Santa Helena             |
| PR 317  | Estadual | Pirapozinho                | Santa Helena             |
| PR 585  | Estadual | Vera Cruz do Oeste         | São Pedro do Iguaçu      |
| PR 575  | Estadual | Corbélia                   | Braganey                 |
| PR 471  | Estadual | Mamborê                    | Enéas Marques            |
| PR 474  | Estadual | Campo Bonito               | Anahy                    |
| PR 364  | Estadual | São Mateus do Sul          | Guaíra                   |
| PR 484  | Estadual | Quedas do Iguaçu           | Capitão Leônidas Marques |
| PR 486  | Estadual | Perobal                    | Cascavel                 |

### Transporte Ferroviário
A Ferroeste, com sede em Cascavel, liga o município a Guarapuava, onde se integra à malha ferroviária brasileira em parceria com a América Latina Logística, ligando a região ao Porto de Paranaguá.
O Porto Seco, que consiste em um terminal alfandegado de uso público, sendo um importante instrumento de desembaraço aduaneiro de produtos importados e exportados do Brasil, Argentina, Paraguai e Chile, além de um facilitador do comércio exterior das indústrias e agroindústrias da região, via Porto de Paranaguá e Aeroporto Afonso Pena.
A Ferrovia Norte-Sul, o traçado da ferrovia estatal federal, construída e administrada pela Valec e que ligará o país de um extremo ao outro, tem como objetivo passar por Cascavel, integrando-se com a Ferroeste, que tem ligação com a capital, litoral e portos do estado.

### Transporte Aéreo
Aeroporto Regional do Oeste (IATA: CAC, ICAO: SBCA), localizado em Cascavel. Serve também as regiões metropolitanas de Toledo e Umuarama, a Região Sudoeste Paranaense e alguns municípios do estado de Santa Catarina. É o sétimo aeroporto regional brasileiro com maior potencial econômico, segundo pesquisa da Urban Systems.
Em 2020, foi concluída sua total remodelação. A pista foi ampliada em tamanho e resistência do piso e um novo terminal de passageiros, com 6 000 m² e facilidades, como pontes de embarque, foi construído. Com a nova certificação, o aeroporto triplicou a oferta de assentos e ampliou o número de destinos.
Em 2022 recebeu da Secretaria Nacional de Aviação Civil (SAC) o prêmio “Aviação + Brasil 2022”, na categoria "Melhor Aeroporto Regional do Brasil".
É servido pelas empresas Azul Linhas Aéreas, Gol Linhas Aéreas e Latam Airlines. 
Executivo: aeródromo privado, localizado em Cascavel, que atende a aviação executiva e aeronaves de médio porte. 
Aeroleve: aeródromo privado, localizado em Cascavel, voltado para aeronaves de pequeno porte e a aviação esportiva. 

## Municípios
| Município                | Área (km²) | População (2024) | PIB em R$ (2020) |
| ------------------------ | ---------- | ---------------- | ---------------- |
| Anahy                    | 102,648    | 2 965            | 120 667,94       |
| Boa Vista da Aparecida   | 256,296    | 8 034            | 180 590,89       |
| Braganey                 | 343,321    | 4 082            | 244 816,99       |
| Cafelândia               | 271,724    | 19 844           | 2 094 173,49     |
| Campo Bonito             | 433,836    | 4 032            | 240 610,61       |
| Capitão Leônidas Marques | 275,748    | 14 796           | 1 393 985,39     |
| Cascavel                 | 2 100,831  | 364 104          | 14 155 106,00    |
| Catanduvas               | 581,754    | 10 627           | 347 799,56       |
| Céu Azul                 | 1 179,442  | 11 251           | 805 986,95       |
| Corbélia                 | 529,385    | 17 862           | 1 031 215,78     |
| Diamante do Sul          | 359,945    | 3 170            | 69 556,11        |
| Guaraniaçu               | 1 225,607  | 13 814           | 471 308,59       |
| Ibema                    | 145,442    | 6 327            | 168 622,15       |
| Iguatu                   | 106,937    | 2 162            | 91 612,93        |
| Iracema do Oeste         | 81,538     | 2 344            | 90 391,67        |
| Jesuítas                 | 247,496    | 10 860           | 391 411,37       |
| Lindoeste                | 361,368    | 5 226            | 186 718,68       |
| Matelândia               | 639,746    | 19 022           | 990 822,35       |
| Nova Aurora              | 474,011    | 14 219           | 744 875,21       |
| Santa Lúcia              | 116,857    | 3 657            | 145 927,68       |
| Santa Tereza do Oeste    | 326,917    | 13 749           | 527 075,40       |
| Três Barras do Paraná    | 504,172    | 11 197           | 434 859,89       |
| Vera Cruz do Oeste       | 327,084    | 8 227            | 334 334,20       |
| Total                    | 10 889,121 | 571 571          | 25 262 469,78    |

## Mudanças na composição
Com a instituição do Estatuto da Metrópole, a vizinha Região Metropolitana de Toledo, criada na mesma data, não é considerada uma região metropolitana, pelo fato de não se enquadrar à lei 13.089/2015, já que não conta com uma capital regional, segundo o conceito do IBGE, mas sim uma aglomeração urbana.
Em 2018, o governo federal concedeu prazo de quatro anos para que a Região Metropolitana de Toledo seja extinta, com a opção de seus municípios se integrarem à Região Metropolitana de Cascavel. É possível ainda que sejam incluídos os município das Microrregião de Foz do Iguaçu.
Em 2022 foi aprovada pela Assembleia Legislativa do Paraná, a Lei nº 21.353/23, que criou a Agência de Assuntos Metropolitanos do Paraná - AMEP, que tratará da organização de todas as regiões metropolitanas do estado, a saber: Curitiba, Londrina, Maringá e Cascavel.